# Ноуи Старый
Ноуи Старый (валл. Nowy Hen) (род. в 580 или в 605 — 650) — король Диведа (615—650).

## Биография
Был сыном Артуира, наследовал ему, после его смерти, как правитель Диведа около 615 года.
Его имя, «Ноуи», используется как валлийская форма имени Ной, но она также стала современным эквивалентом валлийского имени X века, Ноугуй, Ноугой, а затем в XI—XII веках, как Ноуй или Ноуи. Современная форма — Ниви, но в рукописях XV—XVI веков — Ноуи. Князь Дифеда, Ноуи ап Артур, отец Гулидиена, согласно родословным генеалогиям. Ирландская версия имени появилась в родословной в рукописи XII веке.
Ноуи ап Артур встречается в «Книге из Лландафа» в качестве донора земли в Пеналуне к святому Дубрицию, но устав явно является подделкой. В Жизни Эутогуи говорится, что Пеналун, Лландейло Фавр и Лланддифруир принадлежали Дубрицию со времен Ноуи. Все три церкви, вероятно, были основаны святым Тейло с самого начала.
После его смерти ему наследовал его сын Гулидиен.